# Nguyễn Thị Thanh Phúc
Nguyễn Thị Thanh Phúc (sinh năm 1990) là một nữ vận động viên điền kinh người Việt Nam. Nội dung thi đấu của cô là môn đi bộ.

## Tiểu sử
Nguyễn Thị Thanh Phúc sinh ngày 12 tháng 8 năm 1990 tại xã miền núi Hòa Sơn, Hòa Vang, Đà Nẵng. Theo lời của Phúc thì năm học lớp 7, cô có một người chị đang tập ở đội điền kinh Đà Nẵng. Đoạn đường từ nhà đến nơi tập vừa xa lại vắng vẻ, nên người chị của Phúc thường rủ cô đi cùng. HLV ở đội điền kinh thấy cô ngày nào cũng chăm chú đi theo chị nên cho cô tập thử và quyết định nhận cô vào đội. Từ đó cô trở thành vận động viên điền kinh. Cô đã 3 lần liên tiếp đoạt HCV SEA Games. Ở Olympics 2012 tại London cô đã phá kỷ lục quốc gia nội dung đi bộ 20 km nữ.

## Thành tích
- HCB Giải vô địch châu Á 2013
- HCV SEA Games 2011, 2013, 2015

## Đời tư
Một người em trai của cô là vđv Nguyễn Thành Ngưng từng đoạt HCĐ nội dung đi bộ 20 km nam tại SEA Games 2011. Cả gia đình cô hiện đang sống trong một căn nhà nằm giữa một khu nghĩa địa với hơn 10 ngàn ngôi mộ.